# Катарина Станковић
Катарина Станковић (Пирот, 1977) диригент је Певачког друштва Мокрањац, руководитељ и оснивач Хора Храма Светог Саве у Београду и ванредни професор Филолошко-уметничког факултета Универзитета у Крагујевцу.
Члан је Удружења музичких уметника Србије.

## Образовање
Рођена је у Пироту 21. августа 1977. године, од оца Синише и мајке Љиљане Пејчић. Средњу музичку школу завршила је 1996. године у Нишу, а затим и Вишу музичку школу, 1998. године. Музички одсек Факултета уметности у Приштини, смер дириговање, у класи професора Јована Шајновића, завршила 2002. године. Магистрирала 2007. године на Факултету музичке уметности у Београду, на одсеку за дириговање, у класи професора Даринке Матић Маровић. Докторирала на Академији умјетности „Слобомир П универзитет” у Бијељини, са темом Литургије Војислава Илића, а под менторством професора емеритуса Даринке Матић Маровић.

## Радна биографија
Године 2003. запослила се као професор Музичке школе Јован Бандур у Панчеву где је држала наставу из следећих предмета: Дириговање, Гудачки оркестар ниже музичке школе, Симфонијски оркестар средње музичке школе и Хор средње музичке школе. За то време oви ансамбли Музичке школе активно су учествовали у музичком животу Панчева - наступи у Центру за културу, дому Војске СЦГ, сали Музичке школе, Светосавском дому.
Године 2004. ангажована је као хонорарни сарадник на Филолошко-уметничком факултету Универзитета у Крагујевцу, за извођење наставе на премету Свирање хорских партитура. Године 2005. изабрана је за асистента приправника, 2007. за асистента, 2012. за доцента, а 2017. за ванредног професора на Филолошко-уметничком факултету Универзитета у Крагујевцу. Као предавач води наставу из предмета Хор, Хорско дириговање и Свирање хорских партитура.

## Уметничка биографија
Радила је као корепетитор Нишког камерног хора. У исто време руководила је Црквеним хором у Пироту (1999—2000). Наступала је са уметничким ансамблом Војске СЦГ Станислав Бинички са којим је извела неколико значајних дела музичке литературе као што су: Симфонија бр.8 у F-duru op. 93 Л. ван Бетовена, Симфонија бр. 4 у е-moll-у op. 98 Ј. Брамса и Симфонија у d-moll-у Ц. Франка. У сезони 2001/2002. године у Народном позоришту у Београду водила је бинску музику у оперским представама Риголето, Трубадур, Травијата и Боеми.
Била је асистент диригента Хора цркве св. архангела Гаврила у Београду, од 2000. до 2001. године, а 2002. постаје уметнички руководилац и диригент Црквено пјевачког друштва Острог у Новим Бановцима са којим је радила до 2014. године.
Један је од оснивача хора Ars vocalis из Београда, са којим је радила од оснивања 2014. до 2018. године. Са овим ансамблом неговала несвакидашњу програмску концепцију и репертоар који се ретко изводи.
Године 2018. ангажована је као  диригент у Храму Светог Саве у Београду. Уз рад са Певачким друштвом Мокрањац, са благословом Епископа ремезијанског Стефана, оснива и Хор Храма Светог Саве, кога чине професионални музички уметници.
Од марта 2022. је диригент и уметнички руководилац Градског камерног хора Лицеум у Крагујевцу. Као гостујући диригент остварила сарадњу са Градским камерним оркестром Шлезингер (Крагујевац), са Оркестром Филолошко-уметничког факултета Универзитета у Крагујевцу и са Првим београдским певачким друштвом.
Са ансамблима са којима је радила, наступила је у свим референтним концертним салама у Београду и Србији и учествовала на свим значајним хорским фестивалима у земљи. Имала је велики број наступа, целовечерњих концерата у земљи и иностанству. Остварила је концертне турнеје у Француској, Бугарској и Белорусији. Премијерно је извела неколико композиција и две Литургије савремених српских композитора (Војислава Илића и Миодрага Говедарице).
Учествовала је у раду стручних жирија на неколико хорских фестивала и такмичења, хорском фестивалу „Мелодианум” у Кикинди, Фестивалу хорова „Хорфест” у Ваљеву, Инетернационалних хорских свечаноости у Нишу и „Натпевавању” на 56. Мокрањчевим данима у Неготину.
Aутор је одобреног програма сталног стручног усавршавања наставника, васпитача и стручних сарадника „Вера кроз песму, песма кроз школу”, који се налази у каталогу ЗУОВ−а за школску 2022/2023, 2023/2024 и 2024/2025. годину.
У неформалном предагошком раду у хоровима сазрели су многи певачи и неколико диригената који данас активно учествују на уметничкој сцени и у животу Српске православне цркве.
Добитник је награда од националног значаја, као и међународних признања из области хорског стваралаштва.
Током двадест три године рада у Српској православној цркви дириговала преко хиљаду Литургија, од тога више стотина Архијерејских и стотинак Патријаршијских. Више десетина Литургија директно је преносио РТС. Дириговала је и седам Хиротонија (рукоположење у чин епископа).

## Научна биографија
Катарина Станковић излаже радове на научним скуповима. На међународном скупу Српски језик, књижевност и уметност у Крагујевцу у два наврата излагала радове из области духовне музике: Мокрањчева хорска музика за Велики Петак (2007.) и Живот и стваралаштво Војислава Илића током периода другог светског рата (2009). На међународном научном скупу Традиција као инспирација у Бања Луци 2011. изложила рад Педагошки рад Војислава Илића на Музичкој академији у Београду у периоду од 1951. до 1980. Објавила је и неколико текстова у зборницима радова.
Аутор је монографије Диригент Војислав Илић – живот и стваралаштво, у издању Нишког културног центра (2012). Уредник је збирке композиција за дечији хор Врачарска звона, а приредила је и нотни зборник Литургија у издању Храма Светог Саве (2022).